# Paolo Cortesi

Libri sententiarum

Paolo Cortesi, meno corretto Cortese (Roma, 1471 – 1510), è stato uno scrittore italiano.

## Biografia
Fu discepolo di Pomponio Leto e segretario apostolico di molti papi. Scrisse i dialoghi De hominibus doctis, sugl'intellettuali del Trecento e Quattrocento, il trattato De cardinalatu, che delinea l'immagine ideale del "principe della Chiesa" (figura tipica del proto-Rinascimento), simile al Cortegiano di Baldassare Castiglione come impianto retorico.

## Opere
- (LA) Paolo Cortesi, Libri sententiarum, Johann Froben, 1513. URL consultato il 10 aprile 2015.